# Olga Gummerus-Ehrström
Olga Elisabet Gummerus-Ehrström (16 de setembro de 1876 em Helsinque - 20 de janeiro de 1938 em Helsinque) foi uma pintora finlandesa.